# انتخابات مجلس الأمة الكويتي 2023
انتخابات مجلس الأمة 2023 هي الانتخابات البرلمانية العشرين في تاريخ الكويت، أُجريت في تاريخ 6 يونيو 2023.

## خلفية
في 22 يونيو 2022، ولي العهد مشعل الأحمد الجابر الصباح كلمة إلى الشعب الكويتي نيابةً عن أمير الدولة نواف الأحمد الجابر الصباح وأعلن عن حل مجلس الأمة والدعوة إلى انتخابات جديدة وذلك بسبب الخلافات والتصعيد بين المجلس والحكومة ومن أجل تصحيح مسار المشهد السياسي.
في 2 أغسطس 2022 صدر مرسوم حل مجلس الأمة 2020 وأجريت في 29 سبتمبر 2022 انتخابات مجلس الأمة 2022 إلا أنه في 19 مارس 2023 قررت المحكمة الدستورية إبطال انتخابات مجلس الأمة 2022 وعودة مجلس الأمة 2020 كأن الحل لم يكن وذلك بسبب بطلان مرسوم حل مجلس الأمة 2020.
في 17 أبريل 2023، وجه ولي عهد دولة الكويت كلمة جديدة إلى الشعب الكويتي بمناسبة العشر الأواخر من شهر رمضان نيابةً عن أمير الدولة وخلال الكلمة أعلن عن حل مجلس الأمة 2020 وذلك نزولاً واحترامًا وإنتصارًا للإرادة الشعبية والدعوة لانتخابات جديدة خلال الأشهر القادمة.
في 1 مايو 2023، صدر مرسوم حل مجلس الأمة 2020

## النظام الانتخابي
الانتخابات التشريعية في الكويت مقسمة إلى 5 دوائر انتخابية تنتخب كل دائرة 10 مرشحين ويحق للناخب انتخاب مرشح واحد فقط
ووفقاً لقانون الانتخاب يكون تحديد موعد الانتخابات بمرسوم.

## الدعوة للترشح
في 4 مايو 2023، وافق مجلس الوزراء الكويتي على مرسوم الدعوة للانتخابات بتاريخ 6 يونيو 2023، وافتتح باب التسجيل في 5 مايو 2023 حتى 14 مايو 2023، ومن شروط الترشح أن يكون:
1. كويتي الجنسية بصفة أصلية وفقًا للقانون.
2. أن يكون اسمه مدرجًا في أحد جداول الانتخاب.
3. ألا يقل سنّه يوم الانتخاب عن 30 سنة ميلادية.
4. أن يُجيد قراءة اللغة العربية وكتابتها.
5. ألا يكون قد سبق الحكم عليه بعقوبة جناية أو في جريمة مخلة بالشرف أو بالأمانة ما لم يكن قد رد إليه اعتباره، كما يحرم من الانتخابات كل من أدين بحكم نهائي في جريمة المساس بالذات الإلهية أو الأنبياء أو الذات الأميرية.

## أبرز المرشحين

### الدائرة الأولى
- أحمد لاري
- أسامة الشاهين
- حسين الحريتي
- صالح عاشور
- حمد المدلج
- عادل الدمخي
- خالد العميرة
- مخلد العازمي
- عيسى الكندري
- حسن جوهر
- عبد الله المضف
- أسامة الزيد
- محمد الهدية
- علي عبد الرسول القطان

### الدائرة الثانية
- حمد المطر
- حمد الهرشاني
- عبد الوهاب العيسى
- خليل الصالح
- شعيب شعبان
- فرز الديحاني
- عبد الله الأنبعي
- سلمان الحليله
- عالية الخالد
- فلاح ضاحي الهاجري
- أحمد الحمد
- مرزوق الغانم
- حامد البذالي
- محمد المطير
- عبد الله العرادة

### الدائرة الثالثة
- فارس العتيبي
- سعدون حماد العتيبي
- مبارك العرو
- جنان بوشهري
- حمد العبيد
- عبد الكريم الكندري
- مهند الساير
- أحمد نبيل الفضل
- هشام الصالح
- مهلهل المضف
- أحمد السعدون
- عبد العزيز الصقعبي
- يعقوب الصانع

### الدائرة الرابعة
- عبيد الوسمي
- مبارك الحجرف
- فايز غنام الجمهور
- مبارك الطشه
- ثامر السويط
- شعيب المويزري
- سعود بوصليب
- عبد الله فهاد العنزي
- مرزوق الخليفة
- محمد هايف المطيري
- مساعد العارضي
- محمد مبارك الفجي
- سعد الخنفور
- خالد الشليمي

### الدائرة الخامسة
- خالد مؤنس العتيبي
- عبد الله التميمي
- فيصل الكندري
- مرزوق الحبيني
- أحمد مطيع العازمي
- جابر المحيلبي
- محمد مساعد الدوسري
- سعود العصفور
- ماجد مساعد المطيري
- ناصر الدوسري
- هاني حسين شمس
- حمدان العازمي
- محمد هادي الحويلة
- الصيفي مبارك الصيفي
- محمد المهان

## النتائج
بدأ الاقتراع صباح يوم الثلاثاء المُوافق 6 يونيو في الساعة الثامنة صباحًا حتى الثامنة مساءً، وعاد 38 نائب من مجلس 2022 المبطل مرة أخرى للمجلس، بينما فاز 12 مرشح جديد. وشهدت النتائج وجود امرأة واحدة.

### المرشحون الفائزون
| الدائرة الانتخابية                | المرشح الفائز        | عدد الأصوات |
| --------------------------------- | -------------------- | ----------- |
| الدائرة الأولى (مجموع الناخبين: ) | عبد الله المضف       | 5,815       |
| الدائرة الأولى (مجموع الناخبين: ) | أسامة الزيد          | 4,570       |
| الدائرة الأولى (مجموع الناخبين: ) | أحمد لاري            | 3,738       |
| الدائرة الأولى (مجموع الناخبين: ) | خالد الطمار          | 3,575       |
| الدائرة الأولى (مجموع الناخبين: ) | حسن جوهر             | 3,560       |
| الدائرة الأولى (مجموع الناخبين: ) | داود معرفي           | 3,434       |
| الدائرة الأولى (مجموع الناخبين: ) | عيسى الكندري         | 3,185       |
| الدائرة الأولى (مجموع الناخبين: ) | حمد المدلج           | 2,888       |
| الدائرة الأولى (مجموع الناخبين: ) | أسامة الشاهين        | 2,869       |
| الدائرة الأولى (مجموع الناخبين: ) | عادل الدمخي          | 2,731       |
| الدائرة الثانية                   | مرزوق الغانم         | 6,661       |
| الدائرة الثانية                   | شعيب شعبان           | 5,630       |
| الدائرة الثانية                   | عبد الله الأنبعي     | 3,705       |
| الدائرة الثانية                   | فلاح ضاحي الهاجري    | 3,265       |
| الدائرة الثانية                   | محمد المطير          | 3,091       |
| الدائرة الثانية                   | عبد الوهاب العيسى    | 3,031       |
| الدائرة الثانية                   | بدر نشمي العنزي      | 2,752       |
| الدائرة الثانية                   | فهد المسعود          | 2,652       |
| الدائرة الثانية                   | حمد المطر            | 2,432       |
| الدائرة الثانية                   | بدر الملا            | 2,360       |
| الدائرة الثالثة                   | مهلهل المضف          | 7,268       |
| الدائرة الثالثة                   | أحمد السعدون         | 6,325       |
| الدائرة الثالثة                   | عبد الكريم الكندري   | 5,878       |
| الدائرة الثالثة                   | مهند الساير          | 5,772       |
| الدائرة الثالثة                   | عبد العزيز الصقعبي   | 5,730       |
| الدائرة الثالثة                   | جنان بوشهري          | 5,048       |
| الدائرة الثالثة                   | حمد العبيد           | 4,815       |
| الدائرة الثالثة                   | فارس العتيبي         | 4,796       |
| الدائرة الثالثة                   | حمد العليان          | 4,782       |
| الدائرة الثالثة                   | جراح الفوزان         | 3,633       |
| الدائرة الرابعة                   | بدر سيار الشمري      | 8,487       |
| الدائرة الرابعة                   | مبارك الطشه          | 8,376       |
| الدائرة الرابعة                   | متعب عايد العنزي     | 7,721       |
| الدائرة الرابعة                   | محمد الرقيب          | 7,196       |
| الدائرة الرابعة                   | محمد هايف            | 6,966       |
| الدائرة الرابعة                   | مبارك الحجرف         | 6,710       |
| الدائرة الرابعة                   | عبد الله فهاد العنزي | 6,567       |
| الدائرة الرابعة                   | سعد الخنفور          | 6,228       |
| الدائرة الرابعة                   | فايز غنام الجمهور    | 6,035       |
| الدائرة الرابعة                   | شعيب المويزري        | 5,873       |
| الدائرة الخامسة                   | سعود العصفور         | 12,784      |
| الدائرة الخامسة                   | حمدان العازمي        | 10,863      |
| الدائرة الخامسة                   | خالد مؤنس العتيبي    | 8,028       |
| الدائرة الخامسة                   | هاني شمس             | 7,644       |
| الدائرة الخامسة                   | مرزوق الحبيني        | 6,775       |
| الدائرة الخامسة                   | فهد بن جامع          | 6,443       |
| الدائرة الخامسة                   | عبد الهادي العجمي    | 6,341       |
| الدائرة الخامسة                   | محمد المهان          | 6,324       |
| الدائرة الخامسة                   | ماجد مساعد المطيري   | 6,245       |
| الدائرة الخامسة                   | محمد هادي الحويلة    | 6,188       |

### أبرز الخاسرين
أسماء أبرز الخاسرين في انتخابات مجلس الأمة في الدوائر الخمس وهم أعضاء سابقين.
- صالح عاشور
- علي عبد الرسول القطان
- محمد الهدية
- مخلد العازمي
- حسين الحريتي
- خليل الصالح
- حامد البذالي
- أحمد الحمد
- عالية الخالد
- حمد الهرشاني
- عبد الله العرادة
- فرز الديحاني
- سلمان الحليله
- سعدون حماد العتيبي
- أحمد نبيل الفضل
- مبارك العرو
- يعقوب الصانع
- هشام الصالح
- عبيد الوسمي
- ثامر السويط
- مرزوق الخليفة
- محمد مبارك الفجي
- مساعد العارضي
- خالد الشليمي
- سعود بوصليب
- الصيفي مبارك الصيفي
- فيصل الكندري
- جابر المحيلبي
- أحمد مطيع العازمي
- ناصر الدوسري
- عبد الله التميمي